# Михал Чајковски
Михал Чајковски (слч. Michal Čajkovský — Скалица, 6. мај 1992) професионални је словачки хокејаш на леду који игра на позицији одбрамбеног играча.
Члан је сениорске репрезентације Словачке за коју је на међународној сцени дебитовао на светском првенству 2017. године.